# San José Esperanza
San José Esperanza är en ort i Mexiko.   Den ligger i kommunen Esperanza och delstaten Puebla, i den sydöstra delen av landet, 190 km öster om huvudstaden Mexico City. San José Esperanza ligger 2 418 meter över havet och antalet invånare är 8 190.
Terrängen runt San José Esperanza är kuperad åt sydost, men åt nordväst är den platt. Runt San José Esperanza är det ganska tätbefolkat, med 155 invånare per kvadratkilometer. Närmaste större samhälle är Ciudad Serdán, 14,7 km norr om San José Esperanza. Omgivningarna runt San José Esperanza är en mosaik av jordbruksmark och naturlig växtlighet.